# Kanada (Auschwitz-Birkenau)

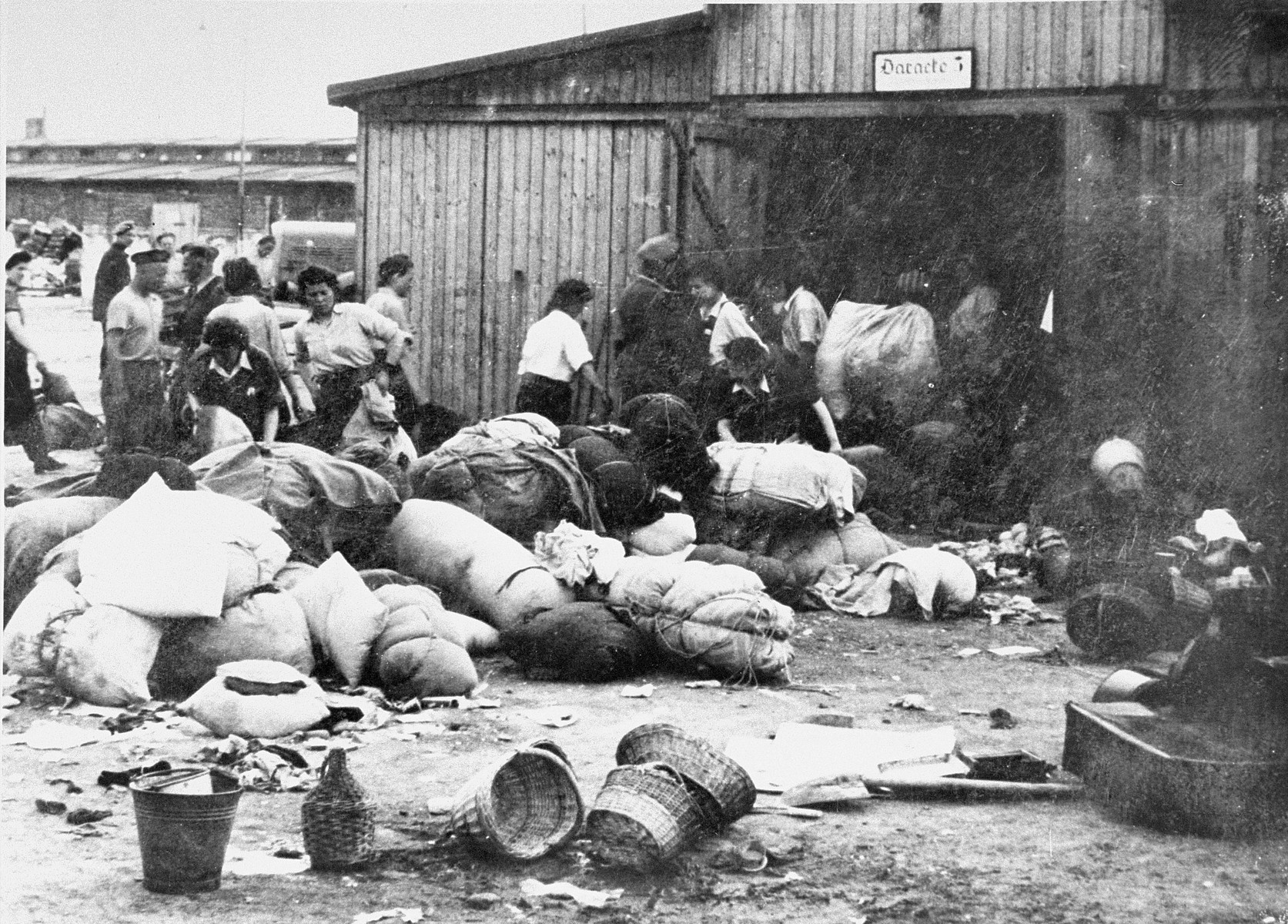
Kanada, 1944

Kanada (niem. Bauabschnitt IIg – odcinek budowlany 2, część g) – jeden z obozów w Birkenau, służący jako magazyn do składowania zagrabionego mienia ofiar zagłady.
W 1945 roku baraki największego kompleksu Kanady, na tyłach obozu Auschwitz II Birkenau, zostały spalone przez Niemców, wycofujących się przed Armią Czerwoną. W ocalałych barakach odnaleziono 348 820 ubrań męskich, 836 525 kobiecych i inne przedmioty.